# Труд (Острогозький район)
Труд (рос. Труд) — селище у Острогозькому районі Воронезької області Російської Федерації.
Населення становить 61  особу. Входить до складу муніципального утворення міське поселення Острогозьк.

## Історія
Населений пункт розташований у межах суцільної української етнічної території, частини Східної Слобожанщини. До Перших визвольних змагань належав до Воронезької губернії.
Згідно із законом від 15 жовтня 2004 року входить до складу муніципального утворення міське поселення Острогозьк.

## Населення
| 2000 | 2005 | 2010 |
| ---- | ---- | ---- |
| 118  | ↘86  | ↘61  |